# Raymond Jolliffe, 5. Baron Hylton

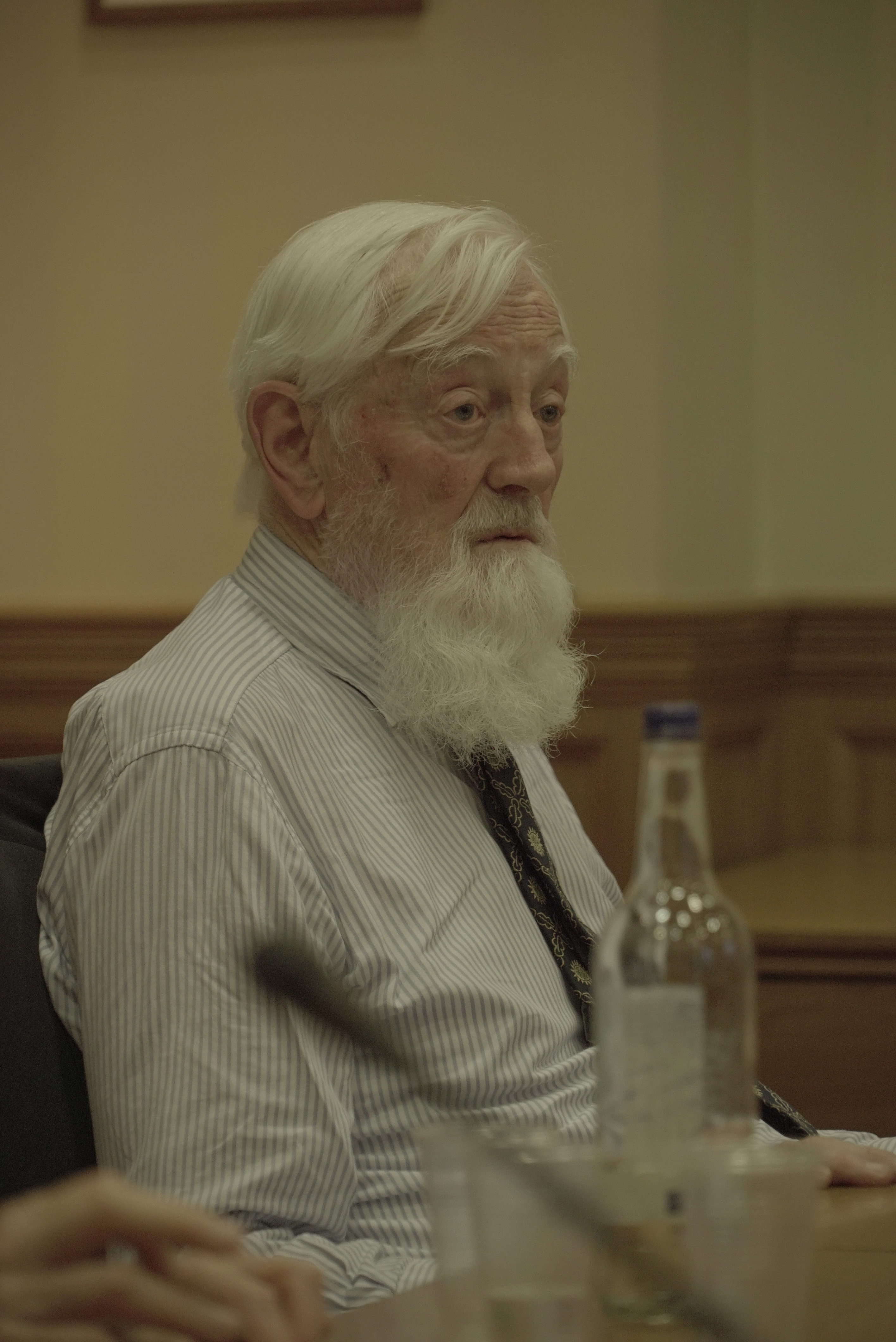
Raymond Jolliffe, 5. Baron Hylton

Raymond Hervey Jolliffe, 5. Baron Hylton (* 13. Juni 1932) ist ein britischer Politiker, Mitglied des House of Lords und adliger Landbesitzer.

## Familie
Raymond Jolliffe ist der älteste Sohn von William Jolliffe, 4. Baron Hylton (1898–1967), aus dessen Ehe mit Lady Perdita Rose Mary Asquith († 1996), Schwester des Edward Asquith, 2. Earl of Oxford and Asquith. 1966 heiratete er Joanna Ida Elizabeth de Bertodano. Aus der Ehe sind vier Söhne und eine Tochter hervorgegangen, darunter sein Heir apparent Hon. William Henry Martin Jolliffe (* 1967).

## Karriere
Er besuchte das Eton College und studierte danach am Trinity College der Universität Oxford. Er schloss das Studium 1955 mit einem Master of Arts in Geschichte ab. 1951 bis 1952 diente er als Offizier bei den Coldstream Guards und erreichte den Rang eines Lieutenant. Er arbeitete von 1960 bis 1962 als stellvertretender persönlicher Referent des Generalgouverneurs von Kanada, Georges Vanier. 1960 wurde er als assoziiertes Mitglied der Royal Institution of Chartered Surveyors. 1994 erhielt er einen Ehrendoktor der Universität Southampton.
Seit 1962 ist er Mitglied einer Reihe gemeinnütziger Organisationen: Der Abbeyfield Society (einer gemeinnützigen katholischen Wohnungsbauorganisation), der Catholic Housing Aid Society, des London Housing Aid Centre, der National Federation of Housing Associations (des Dachverbandes der gemeinnützigen Wohnungsbauorganisationen), Mencap (einer Behindertenhilfeorganisation), der Foundation for Alternatives, der Hugh of Witham Foundation und der Action around Bethlehem Children with Disability (ABCD). Er arbeitete für die L’Arche und die Mendip Wansdyke Local Enterprise Group. Seit 1988 ist er Präsident der Northern Ireland Association for Care and Resettlement of Offenders. Er ist Mitglied der Housing Associations Charitable Trust and of Forward Thinking, Trustee des Acorn Christian Healing Trust stellvertretender Vorsitzender des Vereins Partners in Hope. Zwischen 1993 und 2001 war er Vorsitzender des St Francis and St Sergius Trust Fund. Er ist Vorsitzender des Ammerdown Study Centre.
Beim Tod seines Vaters erbte er 1967 dessen Adelstitel als 5. Baron Hylton und damit auch dessen Sitz im House of Lords. Im Parlament schloss er sich der Fraktion der Crossbencher an. Mit Inkrafttreten des House of Lords Act 1999 verlor er zusammen mit allen anderen erblichen Peers den automatischen Sitz im House of Lords. Er wurde jedoch gewählt als einer der 90 gewählten Erbpeers, die nach der Reform im House verblieben.
Er bewohnt und bewirtschaftet das Gut Kingmans Farm in Hemington bei Radstock in Somerset. Von 1975 bis 1990 hatte er das öffentliche Amt eines Deputy Lieutenant von Somerset inne.